# I liga urugwajska w piłce nożnej (1912)
- Mistrz Urugwaju 1912: Club Nacional de Football
- Wicemistrz Urugwaju 1912: CURCC Montevideo
- Spadek do drugiej ligi: Dublín Montevideo
- Awans z drugiej ligi: Reformers Montevideo

Mistrzostwa Urugwaju w roku 1912 były mistrzostwami rozgrywanymi według systemu, w którym wszystkie kluby rozgrywały ze sobą mecze każdy z każdym u siebie i na wyjeździe, a o tytule mistrza i dalszej kolejności decydowała końcowa tabela.

## Primera División
Klub Dublín Montevideo wycofał się z rozgrywek po 10 kolejkach. Pozostałe mecze z jego udziałem zweryfikowano na walkower dla rywali.

### Końcowa tabela sezonu 1912
| Poz | Klub                      | Mecze | Zw | Rem | Por | Pkt | BrZd | BrStr |
| --- | ------------------------- | ----- | -- | --- | --- | --- | ---- | ----- |
| 1   | Club Nacional de Football | 14    | 12 | 1   | 1   | 25  | 28   | 5     |
| 2   | CURCC Montevideo          | 14    | 8  | 3   | 3   | 19  | 21   | 13    |
| 3   | Montevideo Wanderers      | 14    | 7  | 4   | 3   | 18  | 21   | 14    |
| 4   | River Plate FC Montevideo | 14    | 7  | 3   | 4   | 17  | 16   | 9     |
| 5   | Bristol Montevideo        | 14    | 3  | 7   | 4   | 13  | 12   | 14    |
| 6   | Central Montevideo        | 14    | 4  | 4   | 6   | 12  | 9    | 19    |
| 7   | Universal Montevideo      | 14    | 2  | 3   | 9   | 7   | 11   | 29    |
| 8   | Dublín Montevideo         | 14    | 0  | 1   | 13  | 1   | 5    | 20    |